# Carl Amery
Carl Amery, pseudonimo di Christian Anton Mayer (Monaco di Baviera, 9 aprile 1922 – Monaco di Baviera, 24 maggio 2005), è stato uno scrittore, politico e attivista tedesco.

## Biografia
Figlio di un professore di storia, trascorse la gioventù tra Passavia e Frisinga. Studiò letteratura all'Università Cattolica d'America, e nel 1954 fece il suo esordio letterario con il romanzo Der Wettbewerb ("La gara"). Si affermò nel 1958 grazie al romanzo satirico Die große deutsche Tour ("Il grand tour tedesco").
A partire dal 1963 la sua attività di saggista, in cui mostrava un approccio critico verso il mondo cattolico e una forte propensione all'ambientalismo, lo catapultarono sul proscenio internazionale e lo misero al centro del dibattito culturale tedesco. Fu anche scrittore di fantascienza, e in quest'ambito ottenne la fama maggiore grazie al romanzo Das Königsprojekt ("Il progetto reale").
Impegnato attivamente nella politica della Germania Ovest, nel 1952 fu membro fondatore del Gesamtdeutsche Volkspartei (Partito Popolare Tedesco), tra il 1967 e il 1974 sostenne il Partito Socialdemocratico di Germania, e nel 1980 prese parte alla fondazione dei Verdi. Fu anche membro del Gruppo 47.